# Ingolf Bernhardt
Ingolf Bernhardt  (* 18. September 1952 in Wurzen) ist ein deutscher Biophysiker und ehemaliger außerplanmäßiger Professor für Biophysik an der Universität des Saarlandes.

## Wissenschaftlicher Werdegang
Ingolf Bernhardt studierte nach seinem Abitur an der Erweiterten Oberschule (Gymnasium) „Max Planck“ in Ostberlin Physik an der Lomonossow-Universität in Moskau. Er spezialisierte sich dabei auf das Gebiet der Biophysik (Lehrstuhl für Biophysik, Leiter L. A. Blumenfeld). Nach seinem Studium (1977) arbeitete er im Institut für Biophysik an der Humboldt-Universität Berlin. Dort wurde er 1981 promoviert, habilitierte sich 1986 und war bis zum Jahr 2000 als Hochschuldozent bzw. nach der Wiedervereinigung als Privatdozent tätig.
Sein wissenschaftliches Interesse galt der Erforschung der roten Blutzelle, insbesondere dem Ionentransport durch die Membran dieser Zelle. Bereits in den 1980er Jahren reiste Ingolf Bernhardt, häufig aufgrund persönlicher Einladungen, zu Arbeitsaufenthalten in östliche wie auch westliche Länder (das Institut für Biophysik an der Humboldt-Universität (Leiter Roland Glaser) wurde durch die UNESCO gefördert).
2000 wechselte er an die Universität des Saarlandes, wo er die Leitung des Zentralen Isotopenlabors auf dem Campus Saarbrücken übernahm. Gleichzeitig war er Leiter einer biophysikalischen Arbeitsgruppe. Im Jahr 2002 erfolgte auf Vorschlag der Naturwissenschaftlich-Technischen Fakultät seine Ernennung zum außerplanmäßigen Professor. Beide Tätigkeiten übte er bis zu seinem Renteneintritt im Jahre 2018 aus.
Seinen Forschungsschwerpunkt „Ionentransport durch die Membran roter Blutzellen (Erythrozyten)“ erweiterte er in Saarbrücken auf die Erforschung der Rolle roter Blutzellen bei einer Thrombusbildung und auf die Erforschung der Wechselwirkung von künstlichen Nanostrukturen mit biologischen Zellen.
Ingolf Bernhardt war der erste gewählte Präsident (2001–2005) der „European Association for Red Cell Research“ (EARCR), einer Vereinigung von Wissenschaftlern Europas, die sich mit der Erforschung roter Blutzellen beschäftigen oder sich in der Medizin mit Krankheiten, die mit der roten Blutzelle unmittelbar in Verbindung stehen, befassen. Diese Vereinigung wurde bereits 1980 gegründet und 2013 in „European Red Cell Society“ (ERCS) umbenannt.

## Wissenschaftliche Leistungen
Während seiner Forschungstätigkeit waren Bernhardt, seine Arbeitsgruppe bzw. diese zusammen mit Kooperationspartnern an der Aufklärung folgender Sachverhalte an der roten Blutzelle beteiligt:
1. Es gelang nachzuweisen, dass der Transport von Natrium- und Kalium-Ionen durch die Membran roter Blutzellen des Menschen, nach Blockierung aller bekannten spezifischen Transporter für diese Ionen (Pumpe, Carrier und Kanäle), nicht, wie ursprünglich angenommen, durch eine einfache Elektrodiffusion erklärt werden kann. Vielmehr wird dieser „leak“-Transport durch einen Kationen/Protonen-Austauscher (Carrier) realisiert.[4]
2. An der roten Blutzelle des Menschen wurde ein an dieser Zelle bis dato unbekannter nicht-selektiver, spannungsabhängiger Kationenkanal gefunden und charakterisiert.[5]
3. Rote Blutzellen sind aktiv an einer Thrombusbildung beteiligt und spielen nicht nur eine passive Rolle, wie bisher in medizinischen Lehrbüchern behauptet. Die gesamte Signalkaskade, beginnend mit der Ausschüttung von Signalsubstanzen durch Thrombozyten (Blutplättchen) bis zur Adhäsion roter Blutzellen untereinander, wurde aufgeklärt.[6]

Seine wissenschaftlichen Arbeiten sind in ca. 140 Veröffentlichungen in Fachzeitschriften publiziert. Darüber hinaus ist er Autor von zahlreichen Buchbeiträgen über die rote Blutzelle und hat im Jahre 2003 zusammen mit seinem Kollegen J. Clive Ellory von der Universität Oxford ein umfangreiches Fachbuch mit dem Titel „Red Cell Membrane Transport in Health and Disease“ herausgegeben.

## Forschungskooperationen
Bernhardts Forschungskooperationen basierten vor allem auf der wissenschaftlichen Zusammenarbeit seiner Arbeitsgruppe mit anderen Forschungsgruppen im Rahmen gemeinsamer Projekte, die von verschiedenen Einrichtungen bzw. Organisationen gefördert und finanziert wurden (EU, DFG, DAAD, British Council). Von großer Bedeutung waren dabei eine Mitarbeit in einem von der EU geförderten Projekt zur Entwicklung fluoreszierender magnetischer Nanopartikel, die sich gezielt an Brustkrebszellen anlagern und dadurch die Krebszellen während einer Operation leichter erkennbar werden lassen.
Eine intensive wissenschaftliche Zusammenarbeit entwickelte sich seit 1983 mit einer Arbeitsgruppe des Physiologischen Instituts der Universität Oxford (J. C. Ellory), die in den 1990er Jahren für sechs Jahre durch den DAAD und den British Council gefördert wurde. Darüber hinaus ergab sich auch eine langjährige fruchtbare Kooperation mit der Firma futomat. In dieser Kooperation war auch John S. Gibson, Professor für Pathophysiologie am Department für Veterinärmedizin der Universität Cambridge einbezogen. Aus allen genannten Kooperationen entstanden zahlreiche Veröffentlichungen, u. a. ein Buch „Wasser – Blut – Daten“ sowie das Buch „Thrombus-Bildung und die Anwendung von futomat-Wasser“.

## Sonstige Interessen
Die Breite seiner Interessen kommt durch zwei Bücher, die er jeweils in deutscher und englischer Sprache geschrieben hat, zum Ausdruck. Im ersten Buch „Die Geheimnisse eines Wissenschaftlers zwischen Ost und West“ (Englisch: „The secrets of a scientist between East and West“) beschreibt er, meist humoristisch, seine Erlebnisse und Erfahrungen in der DDR, der Bundesrepublik Deutschland, der Sowjetunion bzw. Russland sowie in Großbritannien. Sein zweites Buch „Strahlung, Schwingung, Umwelt, Mensch“ (Englisch: „Radiation, vibration, environment, human“) behandelt populärwissenschaftlich die Wirkung radioaktiver und nicht-radioaktiver Strahlung sowie von Schall, Infraschall und Ultraschall auf den Menschen. Außerdem werden Probleme der in der Natur vorkommenden radioaktiven Stoffe (incl. in der Nahrung) sowie medizinische Untersuchungsmethoden behandelt. Ein drittes Buch „Blut – Der rote Strom des Lebens“ beschreibt allgemeinverständlich die Rolle des Blutes im menschlichen Körper, geht auf seine Bestandteile und Krankheiten, die im Zusammenhang mit Blut stehen, sowie auf Blutdoping ein.

## Auszeichnungen
Bernhardt erhielt für seine Promotion 1981 den Humboldt-Preis der HU Berlin in der Kategorie Dissertationen.